# Friedrich Bischoff
Friedrich Bischoff (bis 1933 Fritz Walter Bischoff, * 26. Januar 1896 in Neumarkt/Schlesien; † 21. Mai 1976 in Großweier/Baden-Württemberg) war ein deutscher Schriftsteller und Rundfunkpionier.

## Leben
Friedrich Bischoff studierte Germanistik, Philosophie und Kunstgeschichte in Breslau und wurde 1923 Dramaturg am dortigen Stadttheater. 1925 wechselte er als Literarischer Leiter zum Rundfunksender Schlesische Funkstunde, dessen Intendant er von 1929 bis 1933 war. Bischoff beschäftigte sich intensiv mit den technischen und akustischen Möglichkeiten des Rundfunks und hat maßgeblich an der Entwicklung der Radiokunst gearbeitet. So setzte er die vom Ingenieur Friedrich Gasde erfundene Überblendeinrichtung ein und verwendete Geräuscheffekte. Gemeinsam mit Werner Milch produzierte er im Februar 1928 das Hörspiel Hallo! Hier Welle Erdball! Dieses gilt als Maßstäbe setzendes Werk der neuen Kunstrichtung. Gleichzeitig ist es das älteste als Tonaufnahme erhaltene deutschsprachige Hörspiel.
Auch für die leichte Unterhaltung hatte Bischoff Gespür. Er nahm ab 1926 den Humoristen Ludwig Manfred Lommel mit seinen Szenen um den „Sender Runxendorf auf Welle 0,5“ in das Programm auf.
Mit Beginn der nationalsozialistischen Diktatur wurde Bischoff von seinem Amt als Intendant entfernt und war monatelang Untersuchungshäftling der Gestapo, bis im Rundfunkprozess 1934/35 das Verfahren gegen ihn eingestellt und er entlassen wurde. Später nahm Bischoff an Weimarer Dichtertreffen teil, die Joseph Goebbels ab 1938 als Schaulauf für die Elite des nationalsozialistischen Literaturbetriebs in Weimar durchführen ließ. Goebbels ließ manchmal gezielt Schriftsteller zu den Treffen laden, die dem Regime eher fernstanden.
Bis 1945 arbeitete Bischoff als Lektor und Schriftsteller. Er schuf zahlreiche Werke der Erzählprosa und Lyrik in der mystisch-romantischen Tradition seiner schlesischen Heimat.

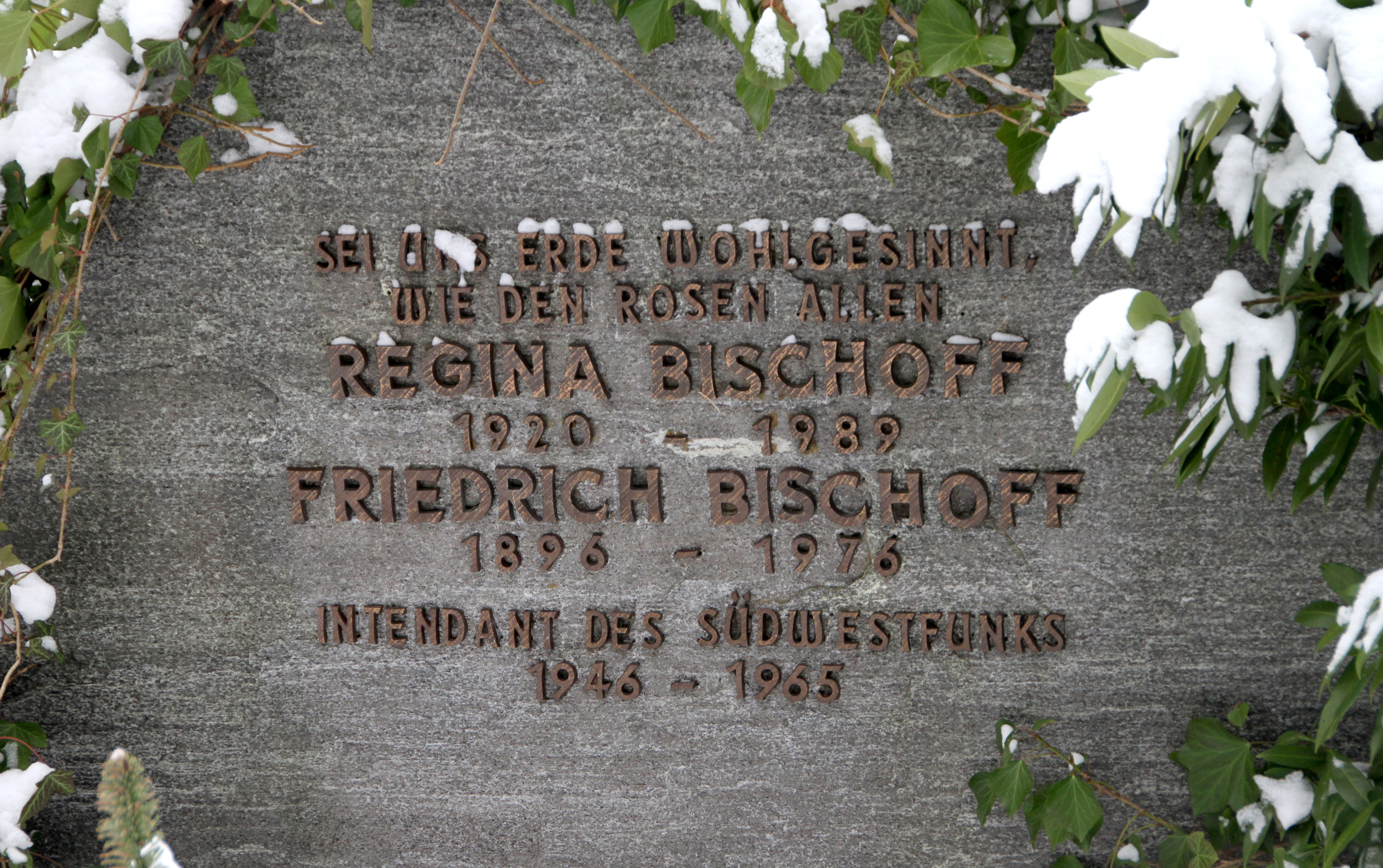
Grab auf dem Hauptfriedhof Baden-Baden

Im März 1946 wurde er zum Intendanten des neu entstandenen Südwestfunks in Baden-Baden berufen. Er hatte dieses Amt bis zum 30. Juni 1965 inne.
Bischoff war sowohl Mitglied der Deutschen Akademie für Sprache und Dichtung als auch der Akademie der Wissenschaften und der Literatur sowie Ehrenbürger der Universität Mainz. 1951 wurde er mit der Ernennung zum Professor geehrt. 1954 erhielt er das Große Bundesverdienstkreuz.

## Werke
Buchveröffentlichungen
- Gottwanderer. Gedichte. 1921
- Ohnegesicht. Roman. 1922
- Die Gezeiten. Gedichte. 1924
- Alter. Roman. 1925
- Die goldenen Schlösser. Roman. 1935
- Schlesische Psalter. Ein Dank und Lobgesang mit einem Epilog: Werkstatt zwischen Himmel und Erde. 1936
- Der Wassermann. Roman. 1937
- Himmel und Hölle. Ein Geschichtenbuch. 1938
- Das Füllhorn. Lieder und Balladen der Kindheit. 1939
- Sternbild der Heimat "Geschichten und Gedichte" 1943
- Himmel und Hölle. Erzählung. 1949
- Rübezahls Grab. Erzählungen. 1937
- Gold über Danae. Erzählungen. 1953
- Sei uns Erde wohlgesinnt. Neue Gedichte mit den Liedern und Balladen der Kindheit und die ausgewählten Gedichte des Schlesischen Psalters. 1955

Weitere zahlreiche Veröffentlichungen in Anthologien, Zeitschriften  und Zeitungen
Hörspiele
- Hallo! Hier Welle Erdball! Eine Hörspielsymphonie. Uraufführung am 4. Februar 1928, Breslau Schlesische Funkstunde.
- Das Hörspiel vom Hörspiel. Aufnahmen für die Funkausstellung und Phonoschau 1931 in Berlin. (Enthält sechs Ausschnitte von Hörspielen der Schlesischen Funkstunde.) Produktion 27./28. Juli 1931, Breslau.

## Ehrungen
- 1954: Großes Bundesverdienstkreuz
- 1962: Schlesierschild der Landsmannschaft Schlesien
- 1965: Großes Bundesverdienstkreuz mit Stern